# Monastère Saint-Pierre-le-Vieux
Pour les articles homonymes, voir Monastère Saint-Pierre et Saint-Pierre-le-Vieux.
Le monastère Saint-Pierre-le-Vieux est une ancienne abbaye, élevée au XIIe siècle dans le style roman, à l'intérieur de la ville de Huesca, dans la communauté autonome du même nom. L'abbaye servit de panthéon royal pour les rois d'Aragon puisque y furent enterrés les rois Alphonse Ier le Batailleur et Ramire II le Moine.
Les restes du monastère furent inscrits sur la liste des monuments historiques espagnols en 1885. L'architecture du bâtiment et ses sculptures en font un des ensembles les plus intéressants de l'art roman aragonais.

## Histoire
Des vestiges archéologiques montrent que le site était déjà occupé durant la période romaine, par un temple ou un cimetière. Il faut cependant attendre la fin du IXe siècle pour que soit construit le premier bâtiment en lien avec l'édifice actuel.
À ce titre, l'église de Saint-Pierre-le-Vieux est l'une des plus anciennes d'Espagne et elle conserve des restes de la période wisigothique. À la suite de la conquête de l'Espagne par les musulmans, l'église se trouve au cœur d'un quartier d'habitation mozarabe de la ville de Wasqa. Le culte chrétien s'y maintient, contre le versement d'une taxe.
Lors de la conquête de Huesca, en 1096, les nouveaux habitants chrétiens de la ville prirent l'habitude de qualifier de « Vieux » ce lieu de culte qui datait de la période wisigothique : ce surnom lui est resté attaché. L'église fut cédée à l'abbaye de Montearagón, à la suite de la promesse faite en 1093 par le roi Sanche Ier. L'église fut alors cédée aux bénédictins, qui entreprirent des travaux de réfection et d'agrandissement, dans le style roman. Les travaux commencèrent en 1117, durant le règne du roi Alphonse Ier. L'édifice fut terminé à la fin du XIIe siècle, mais la décoration intérieure fut ajoutée au cours des siècles suivants.

## Architecture

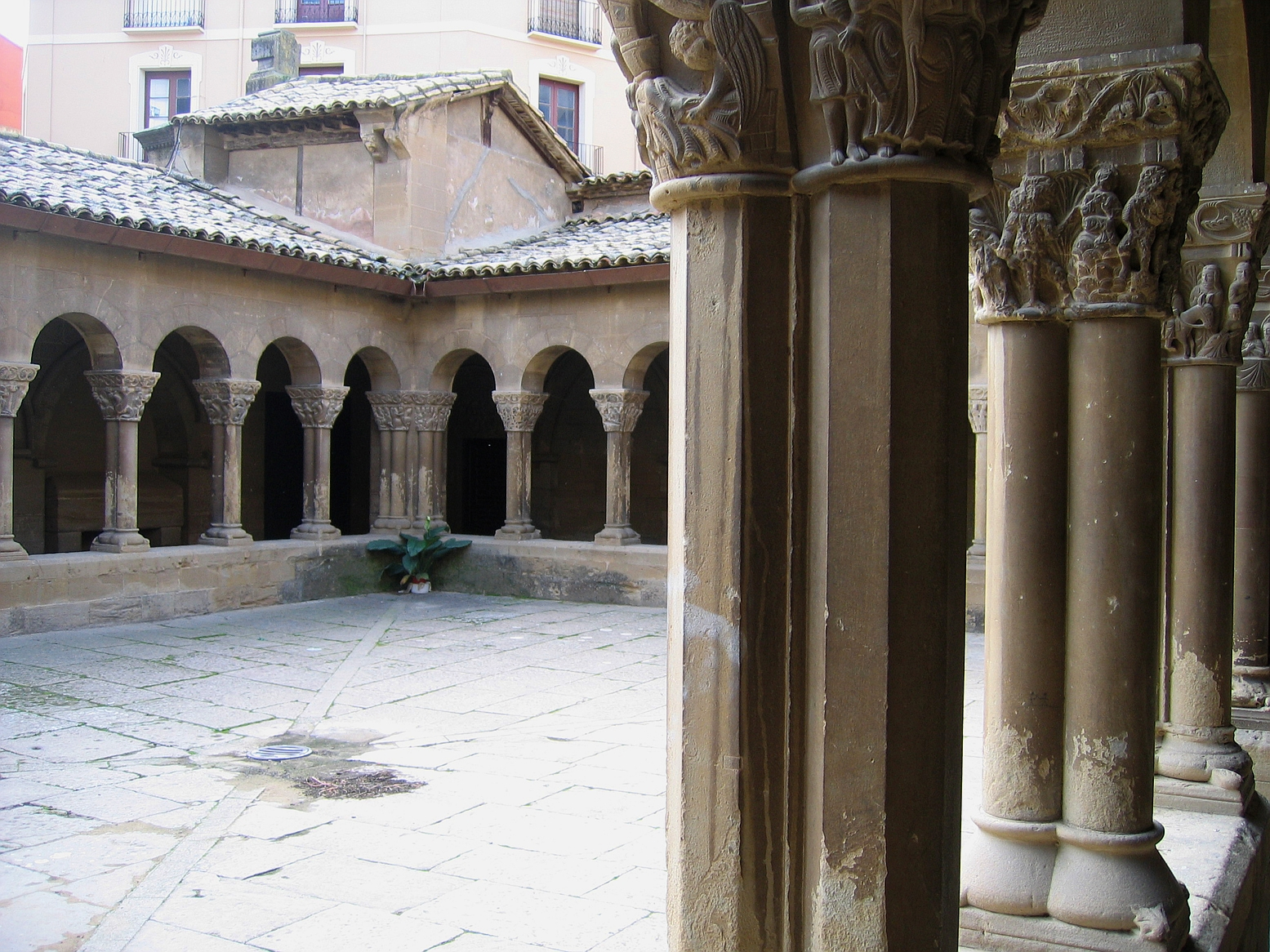
Cloître du monastère.

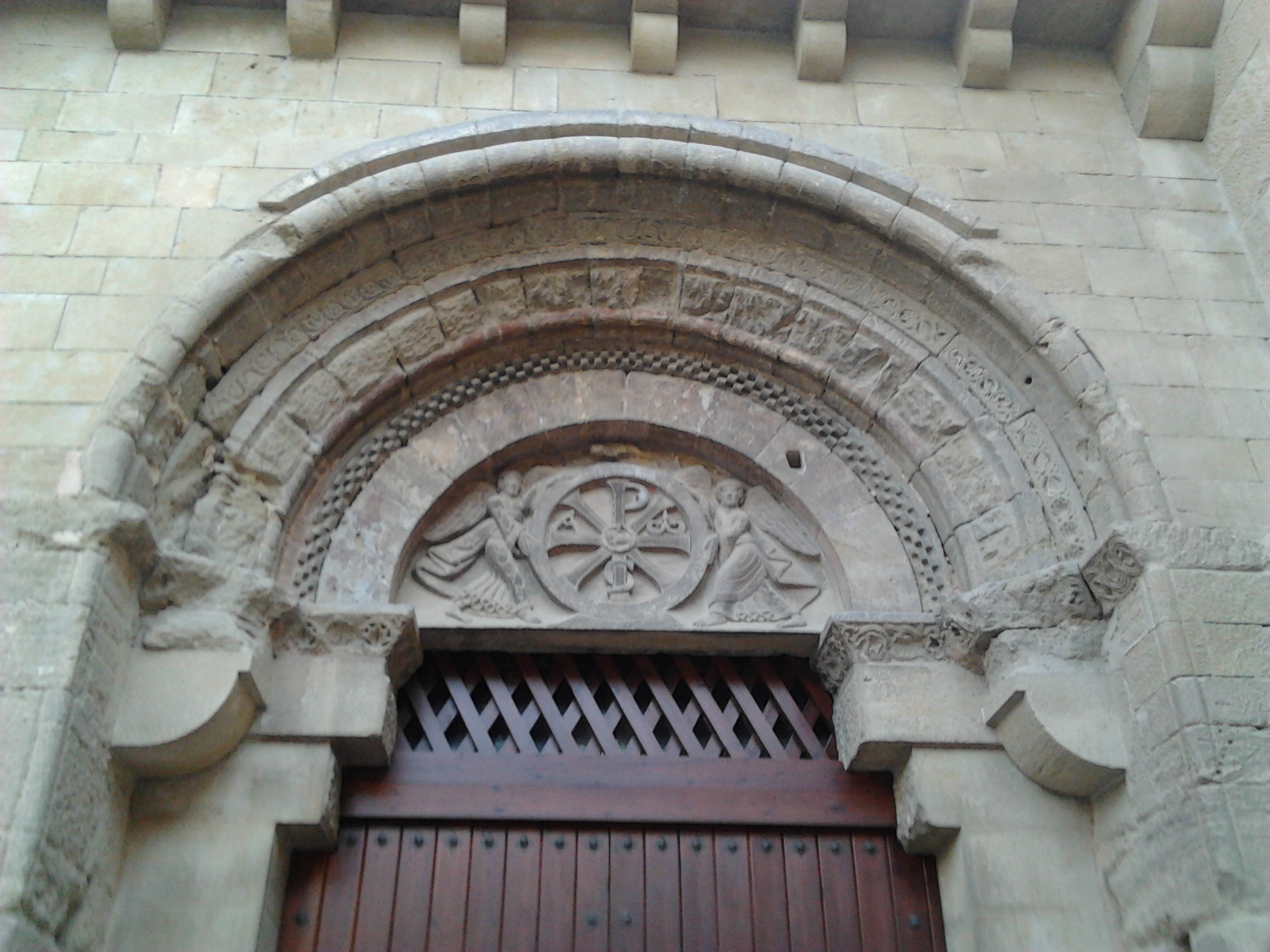
Détail de la porte de l'abbatiale Saint-Pierre-le-Vieux.

L'édifice se compose de deux bâtiments principaux : l'église abbatiale et le cloître.

### L'église abbatiale
L'église est formée de trois nefs fermées par des absides. Le grand retable, en bois polychrome, a été réalisé par in artiste navarrais, Juan de Alí, au début du XVIIe siècle. Les chapelles latérales conservent des œuvres d'art anciennes : un retable de la Vierge de l'Espérance de style Renaissance (XVIe siècle), un retable des saints Just et Pasteur de style baroque (XVIIe siècle), un retable de l'Annonciation de style gothique (XVe siècle), des peintures murales du XIIIe siècle ou encore des stalles de bois du XVIIe siècle.
Le cloître rectangulaire est entouré de colonnes doubles couvertes d'arcs outrepassés. Les 38 chapiteaux des colonnes (dont 18 sont originaux, les autres étant des copies du XIXe siècle) sont élaborés et représentent la vie de Jésus ou des scènes à caractère allégorique et historique. Autour du cloître se trouvent plusieurs chapelles d'intérêt : la chapelle Sainte-Anne et Saint-Joseph du XIIIe siècle, la chapelle Saint-Benoît du XIIIe siècle, et la chapelle Saint-Barthélémy du XIIe siècle, ancienne salle capitulaire, elle servit de panthéon royal pour les rois d'Aragon Alphonse Ier et Ramire II. Les anciennes dépendances des moines abritent aujourd'hui des pièces d'orfèvrerie, des statues...

### Source
- (es) Cet article est partiellement ou en totalité issu de l’article de Wikipédia en espagnol intitulé « Monasterio de San Pedro el Viejo » (voir la liste des auteurs).